# 塔氏鈍頭鰩
塔氏鈍頭鰩（學名：Amblyraja taaf），為軟骨魚綱鰩目鰩科鈍頭鰩屬的一種，分布於東南大西洋阿根廷及印度洋亞南極海域，深度150至600公尺，體長可達90公分，棲息在深海海域，為底棲性魚類，屬肉食性，卵生，卵囊為長方形並有堅硬角狀突起，生活習性不明。